# کانا آسومی
کانا آسومی (انگلیسی: Kana Asumi; ۱۲ اوت ۱۹۸۳ – ) صداپیشه، و خواننده اهل ژاپن بود. وی از سال ۱۹۹۹ میلادی تاکنون مشغول فعالیت بوده‌است.